# 캣파이트

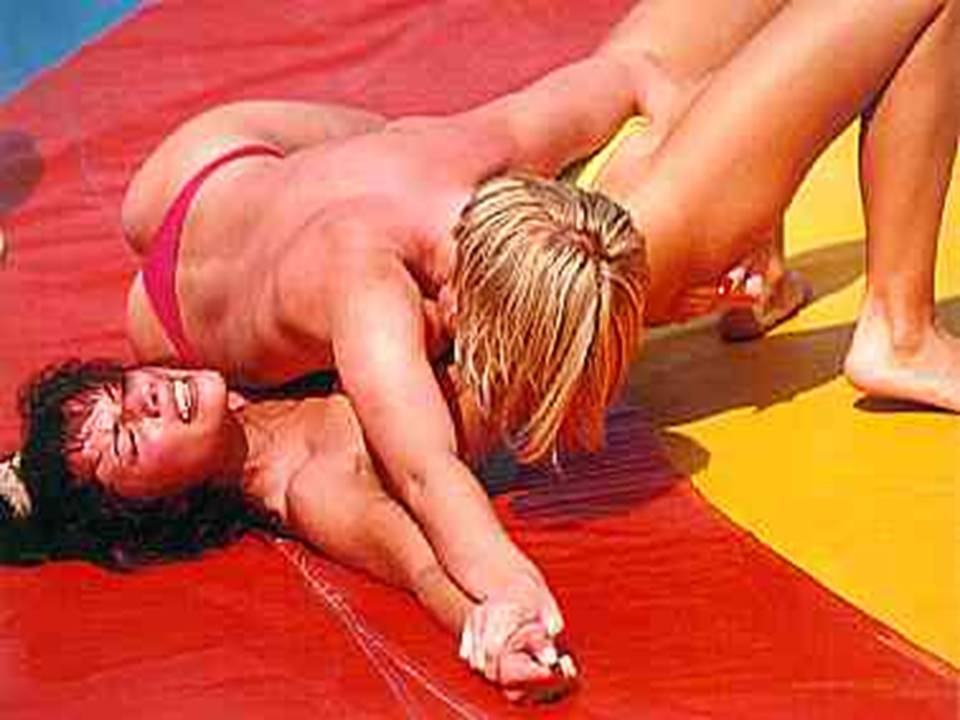
두 여자가 레슬링을 하고 있는 모습.

캣파이트(catfight, 또는 걸 파이트(girl fight))는 두 여성이 서로 할퀴고 머리를 잡아 당기며 싸우는 것을 일컫는 단어이다.